# Тајанствени воз (радио-емисија)
Тајанствени воз је била ауторска музичка радио-емисија коју је пуне три деценије припремао и водио Жикица Симић, српски психолог, музички новинар и публициста. Емитовала се од 31. октобра 1985. до 9. децембра 2015. на београдској радио-станици Студио Б и бавила се новим америчким роком, музичким покретом чији је концепт дефинисан средином 1980-их.

## О емисији
Емисија је назив добила првенствено по књизи Тајанствени воз: Представе о Америци у рокенрол музици, коју је 1975. објавио амерички писац Грејл Маркус. Слоган емисије гласио је Једно могуће путовање кроз нову америчку музику.

## Тридесетогодишњица емисије
| #   | Гостујући музичар(и)                             | Назив песме | Оригинални извођач(и) |
| --- | ------------------------------------------------ | ----------- | --------------------- |
| 1.  | Краљ Чачка                                       |             | Стив Ерл              |
| 2.  | Ана-Марија Цупин                                 |             | -The Yardbirds}-      |
| 3.  | Борис Младеновић                                 |             |                       |
| 4.  | Томислав Грујић                                  |             | -The Byrds}-          |
| 5.  | Магдалена Белић                                  |             | Роки Ериксон          |
| 6.  | Милан Главашки, Ивана Смоловић Ика и Марко Ћебић |             | и Били Браг           |
| 7.  | Владимир Коларић                                 |             | Грем Парсонс          |
| 8.  | Милан Главашки                                   |             |                       |
| 9.  | Милутин Петровић                                 |             |                       |
| 10. | Ивана Смоловић Ика и Марко Ћебић                 |             |                       |
| 11. | Катарина Јовановић                               |             | -MC5}-                |
| 12. | Владимир Мариновић                               |             | Стив Вин              |
| 13. | Ана Ћурчин                                       |             | Тим Бакли             |
| 14. | Дукат                                            |             | Нил Јанг              |
| 15. | Владимир Коларић и Ана Јанковић                  |             |                       |
| 16. | Дамјан Бабић                                     |             | Елиот Смит            |
| 17. | Катарина Јовановић                               |             | Таунс ван Зант        |
| 18. | Ђурђа Станковић                                  |             | и Холи Голајтли       |
| 19. | Срђан Ђиле Марковић                              |             |                       |
| 20. | Владимир Коларић                                 |             |                       |
| 21. | Огњенка Лакићевић и Никола Берчек                |             |                       |
| 22. | Дамјан Бабић                                     |             | -Sparklehorse}-       |
| 23. | Борис Властелица                                 |             |                       |
| 24. | Бошко Мијушковић                                 |             |                       |
| 25. | Бојан Слачала и Дуле Петровић                    |             | -Morphine}-           |
| 26. | Романа Слачала                                   |             |                       |
| 27. | Срђан Гојковић Гиле                              |             | Боб Дилан             |
| Бис |                                                  |             |                       |
| 28. | Владимир Коларић                                 |             | Данијел Џонстон       |
| 29. | Бојан Слачала                                    |             |                       |

## Престанак емитовања
Последње издање Тајанственог воза емитовано је 9. децембра 2015. године. Било је посвећено психоделичној рок музици, а на списку пуштених извођача нашли су се Нико, Курт Вајл, All Them Witches, Mazzy Star, Soldiers of Fortune, Thee Oh Sees и други.
Симић је већ 10. јануара 2016. на програму Радио Београда 2 покренуо нову емисију, названу Неонска дуга.

## Заоставштина
Група Ева Браун и музичар Срђан Гојковић Гиле објавили су у априлу 2019. године заједничку песму Пут за Лисабон, која садржи посвету овој емисији (Крени Тајанственим возом, твој страх је досадан).